# Kunda (Uttar Pradesh)
Kunda es un pueblo y nagar Panchayat situado en el distrito de Pratapgarh en el estado de Uttar Pradesh (India). Su población es de 27179 habitantes (2011). 

## Demografía
Según el censo de 2011 la población de Kunda era de 27179 habitantes, de los cuales 14063 eran hombres y 13116 eran mujeres. Kunda tiene una tasa media de alfabetización del 75,53%, superior a la media estatal del 67,68%: la alfabetización masculina es del 83,31%, y la alfabetización femenina del 67,20%.